# جين يلفينغتون. ماكالوم
جين يلفينغتون ماكالوم (30 ديسمبر، 1877 – 14 أغسطس، 1957) سياسية ومؤلفة أمريكية، وناشطة في مجال حق المرأة في الاقتراع، وفي مجال قانون حظر الكحوليات في الولايات المتحدة، ووزيرة خارجية تكساس بأطول مدة خدمة. صدر قرار تعيينها من قبل حاكم ولاية تكساس، بموجب دستور الولاية وبموافقة مجلس الشيوخ. التحقت ماكالوم لأغلب الوقت بمدارس عدة في مقاطعة ويلسون، تكساس، ودرست في جامعة تكساس في أوستن لعدة سنوات. كتبت العديد من الأعمدة في الصحف المحلية عن دعم حق المرأة في الاقتراع بصفتها مناصرة لهذه القضية، وكتبت كذلك لدعم قضايا أخرى. كانت ماكالوم عضوًا في العديد من المنظمات. وقامت في عام 1927، بحملة انتخابية لصالح دان مودي وعُينت وزيرة للخارجية بعد نجاح انتخابه كحاكم. بعد ترك ماكالوم المنصب في عام 1933، بقيت ناشطة في مجال الكتابة والتفاعلية والشؤون السياسية والمدنية حتى وفاتها في عام 1957.

## حياتها المبكرة
ولدت جين يلفينغتون في 30 ديسمبر في عام 1877 في لا فيرنيا، تكساس. كان والدها، ألفارو ليونارد يلفينغتون، عمدة مقاطعة رائد، أما والدتها فهي ماري فوليرتون لوجيت. التحقت جين بمدارس المقاطعة طوال طفولتها، ولكنها التحقت أيضًا لفترة وجيزة بكلية في ولاية مسيسيبي منذ عام 1892 وحتى عام 1893. تزوجت جين من آرثر ماكالوم في عام 1896، وهي في الثامنة عشرة من عمرها، واستقر الزوجان في أوستن بعد سلسلة من التنقلات، حيث أصبح آرثر مشرفًا عامًّا بحلول عام 1903. التحقت جين بجامعة تكساس في أوستن لعدة سنوات كواحدة من أوائل الأمهات اللواتي التحقن بالجامعة، أولًا بين عامي 1915-1912، ومن ثم بين عامي 1924-1923، على الرغم من أنها لم تنل شهادة جامعية. انضمت جين أثناء تواجدها هناك إلى أخوية ألفا دلتا باي، وأصبحت أول امرأة متزوجة تنضم إلى نادي نسائي في ذلك الحرم الجامعي.

## مدافِعة عن حق المرأة في الاقتراع
أصبحت ماكالوم ناشطة في حركة حق المرأة في الاقتراع وفي مجالاتٍ أخرى في وقت مبكر. في البداية، أقنعت ماكالوم صحيفة ذي أوستن أميريكان (لم تكن قد دُمجت بعد مع صحيفة ذا ستيتسمان)، بأن تنشر زاوية عن «حق المرأة في الاقتراع»، وكانت هذه الزاوية عمودها من الافتتاحيات المستمرة ضد معارضي الحركة. انضمت جين بعد ذلك إلى طاقم موظفي صحيفة ذا ستيتسمان وعملت هناك خلال الحرب العالمية الأولى، وكتبت داعمةً قانون حظر الكحوليات، معارضةً بذلك محرر الصحيفة. ومع حلول نهاية الحرب، كانت جين قد قادت جهود نساء أوستن لجمع تبرعات بقيمة 700,000 دولار أمريكي، بوصفها رئيسة السيدات في الحملة الرابعة لميثاق ليبرتي.
انتُخبت ماكالوم رئيسة لجمعية أوستن لحق المرأة في الاقتراع في عام 1915. كانت نشطة أيضًا في جمعية تكساس للمساواة في حق الاقتراع. على الرغم من المعارضة التي واجهت جين، إلا أنها ألقت خطابات وكتبت مقالات صحفية لدعم حق المرأة في الاقتراع أثناء تربيتها لخمسة أطفال. نظمّت ماكالوم مع آخرين في أغسطس من عام 1917، مظاهرة عامة ضد الحاكم جيمس إي. فيرغسون. تحدث المتظاهرون والمتظاهرات لمدة 16 ساعة، بمن فيهم ماكالوم، التي وصفت الحاكم جيمس بأنه «عدوٌّ لدود لحق المرأة في الاقتراع ولكل قضية أخلاقية عظيمة تدعمها النساء». وُقّت الاحتجاج في البلدة ليشهده أكبر عدد من الداعمين الذين قدموا لحضور مؤتمر زراعي، وساهم الاحتجاج في تحويل الرأي العام بشأن فيرغسون، الأمر الذي قاد إلى استقالته في نهاية المطاف.
كانت ماكالوم حاضرة في عام 1918 عندما وقّع الحاكم ويليام ب. هوبي مشروع قانون، ليُصدّر فيما بعد قانونًا رسميًا يسمح لنساء تكساس بالتصويت في الانتخابات التمهيدية. وبعد عام 1920، عندما تمكنت النساء من التصويت، أصبحت ماكالوم ناشطة في رابطة تكساس للناخبات. ومن أجل تعديل تكساس على الانتخابات التمهيدية، عملت ماكالوم كمديرة للدعاية والصحافة الحكومية، وشغلت منصب رئيس الولاية للجنة التصديق، أثناء التعديل التاسع عشر لدستور الولايات المتحدة الأمريكية. كانت ماكالوم جزءًا من فريق ضغط «لوبي بيتيكوت» الذي عمل على تمثيل النوادي النسائية وقضايا المرأة في الولاية. طوال عشرينيات القرن العشرين، ضغط الفريق من أجل تشريع قانون «تمويل المدارس وإصلاح السجون والرعاية الصحية للطفولة والأمومة وفرض قيود على عمالة الأطفال وسن قوانين أكثر صرامة لحظر الكحوليات»، وقد سُنّت معظم هذه القوانين.